# Rocinela affinis
Rocinela affinis är en kräftdjursart som beskrevs av Richardson1904. Rocinela affinis ingår i släktet Rocinela och familjen Aegidae. Inga underarter finns listade i Catalogue of Life.